# Time Zone
Time Zone est un jeu vidéo d’aventure conçu par Roberta Williams et publié par On-Line Systems en 1982 sur Apple II. Dans celui-ci, le joueur voyage dans le temps et à travers le globe pour résoudre des énigmes. Ce faisant, il rencontre des personnages historiques tels que Benjamin Franklin, Cléopâtre et Jules César. Il est basé sur le moteur de jeu Hi-Res Adventure, déjà utilisé pour les précédents jeux d’aventure du studio. Il est conçu par Roberta Williams et développé par une équipe d’une dizaine de personnes en environ un an. Il est ainsi un des premiers exemples de jeux sur ordinateur à être développé par une équipe hiérarchisée et des divisions spécialisées dédiées à chaque aspect du développement. La sortie du jeu est initialement prévue pour noël 1981 mais le jeu n’est finalement terminé qu’en mars 1982. Le jeu nécessite six disquettes double face ce qui lui vaut d’être considéré comme un des plus gros jeux vidéo d’une époque où un jeu tient en général sur une unique disquette,. Malgré cela, le jeu ne se vend pas très bien du fait notamment d’un prix trop important et de ses nombreux défauts.